# Les Mystères de New York
Pour plus de détails, voir Fiche technique et Distribution.
Les Mystères de New York (The Exploits of Elaine) est un film à épisodes en noir et blanc muet réalisé par Louis Gasnier et George B. Seitz, sorti en 1914 et 1915 en quatorze épisodes, dans le prolongement des Périls de Pauline, avec pour vedette Pearl White. Il aura pour suite, aux Etats-Unis, The New Exploits of Elaine, en 1915, film à épisodes aujourd'hui perdu.

## Synopsis
Une riche héritière, Elaine Dodge, lutte contre l'assassin de son père, un mystérieux criminel surnommé « la Main qui étreint », avec l'aide du détective Craig Kennedy.

## Fiche technique
- Titre original : The Exploits of Elaine
- Scénario : C.W. Goddard, George B. Seitz, d'après le roman de Arthur B. Reeve
- Réalisation : Louis Gasnier, George B. Seitz, Leopold Wharton, Theodore Wharton
- Supervision: Louis Gasnier
- Production : Pathé
- Dates de sortie :
  - États-Unis : du 29 décembre 1914, pour le 1er épisode, au 30 mars 1915 pour le 14e épisode.
  - France : 4 décembre 1915

## Distribution
- Pearl White : Elaine
- Riley Hatch : son père
- Sheldon Lewis : La Main qui étreint
- Arnold Daly : le détective Craig Kennedy

## Liste des épisodes

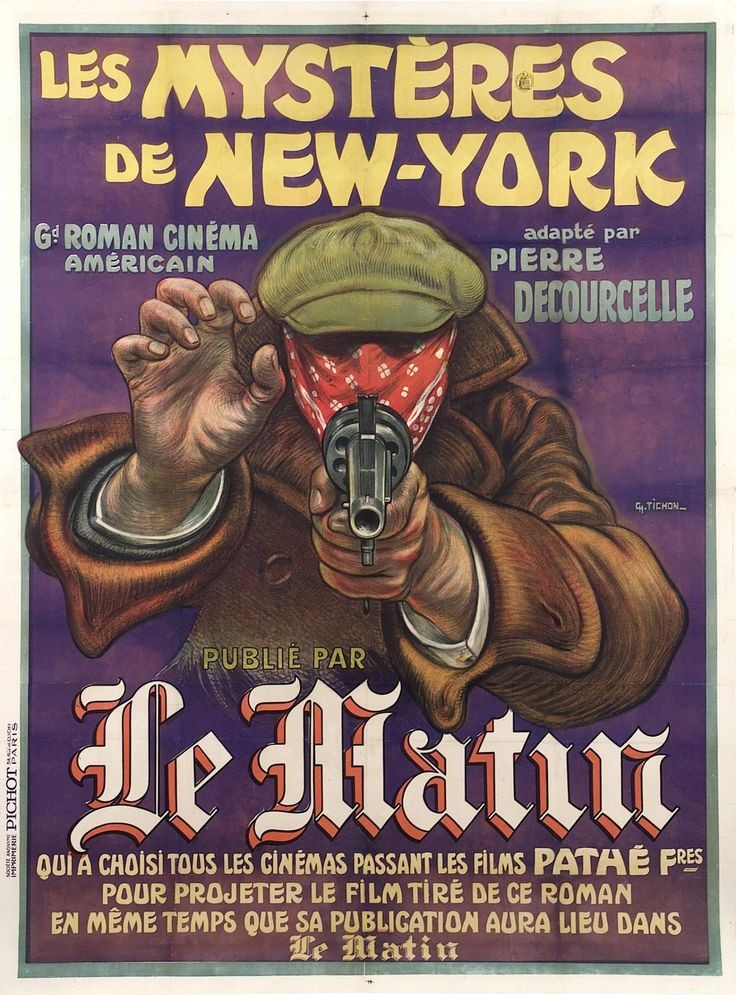
Affiche de Charles Tichon annonçant la publication de la mise en roman du film dans le journal Le Matin, 1915.

1. La Main qui étreint (The Clutching Hand)
2. Le Sommeil sans souvenir (The Twilight Sleep)
3. Le Sommeil sans souvenir (The Vanishing Jewels)
4. La Prison de fer (The Frozen Safe)
5. La Chambre turquoise (The Poisoned Room)
6. Sang pour sang (The Vampire)
7. Le Portrait qui tue (The Double Trap)
8. La Voix mystérieuse (The Hidden Voice)
9. The Death Ray
10. Les Rayons rouges (The Life Current)
11. La Seconde femme de Taylor Dodge (The Hour of Three)
12. Le Bracelet de platine (The Blood Crystals)
13. L'Homme au mouchoir rouge (The Devil Worshippers)
14. L'Homme au mouchoir rouge (The Reckoning)

## Mise en roman
- A. B. Reeve, The Exploits of Elaine : A Detective Novel. Dramatized into a PhotoPlay by Charles W. Goddard, New York, Hearst’s International Library Co., 1915.

Par ailleurs, une adaptation en français sous forme de fascicules illustrés est parue en 1916 à La Renaissance du livre.

Mise en roman par Pierre Decourcelle, Paris, La Renaissance du livre, coll. « Les Romans-Cinémas », 1916.
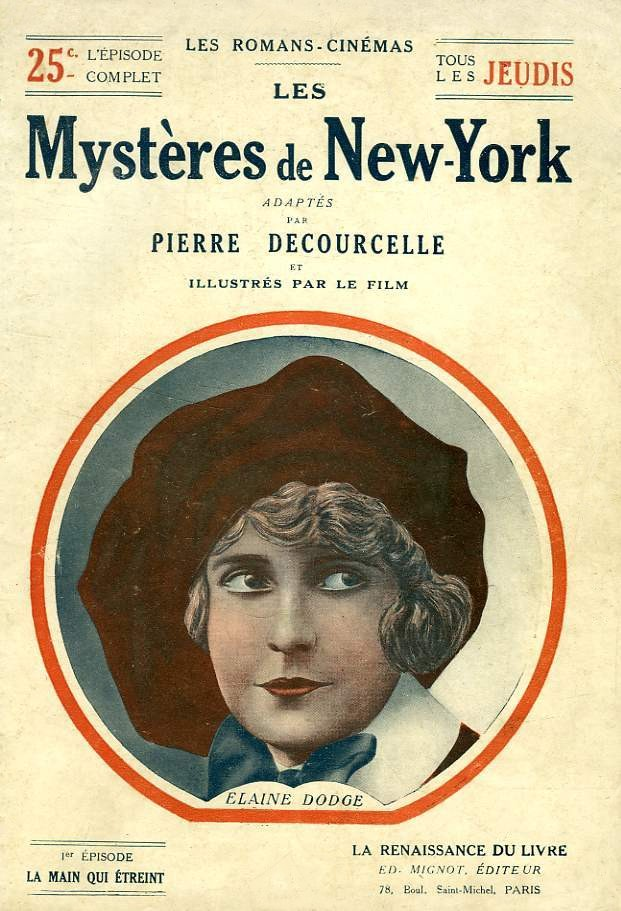
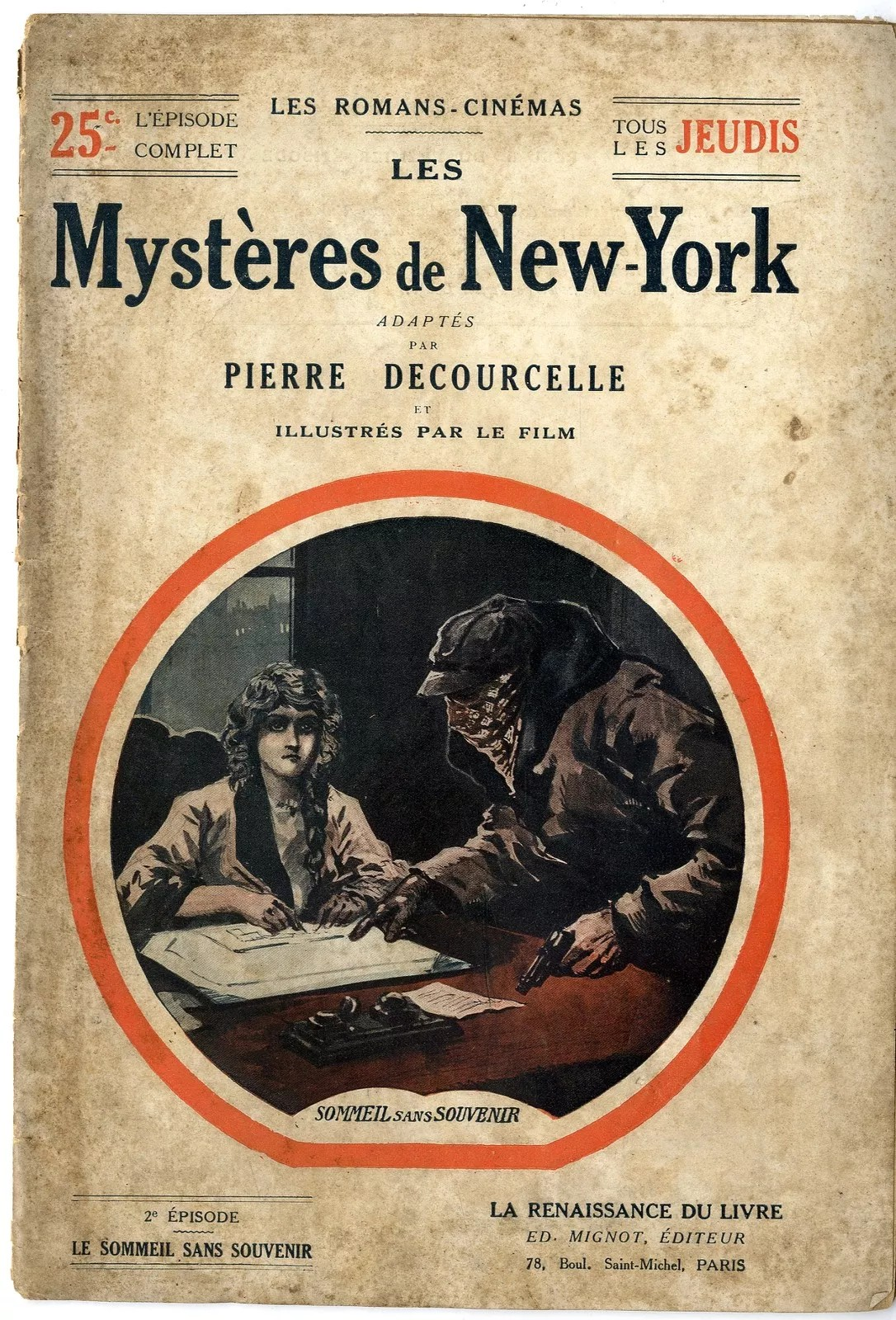
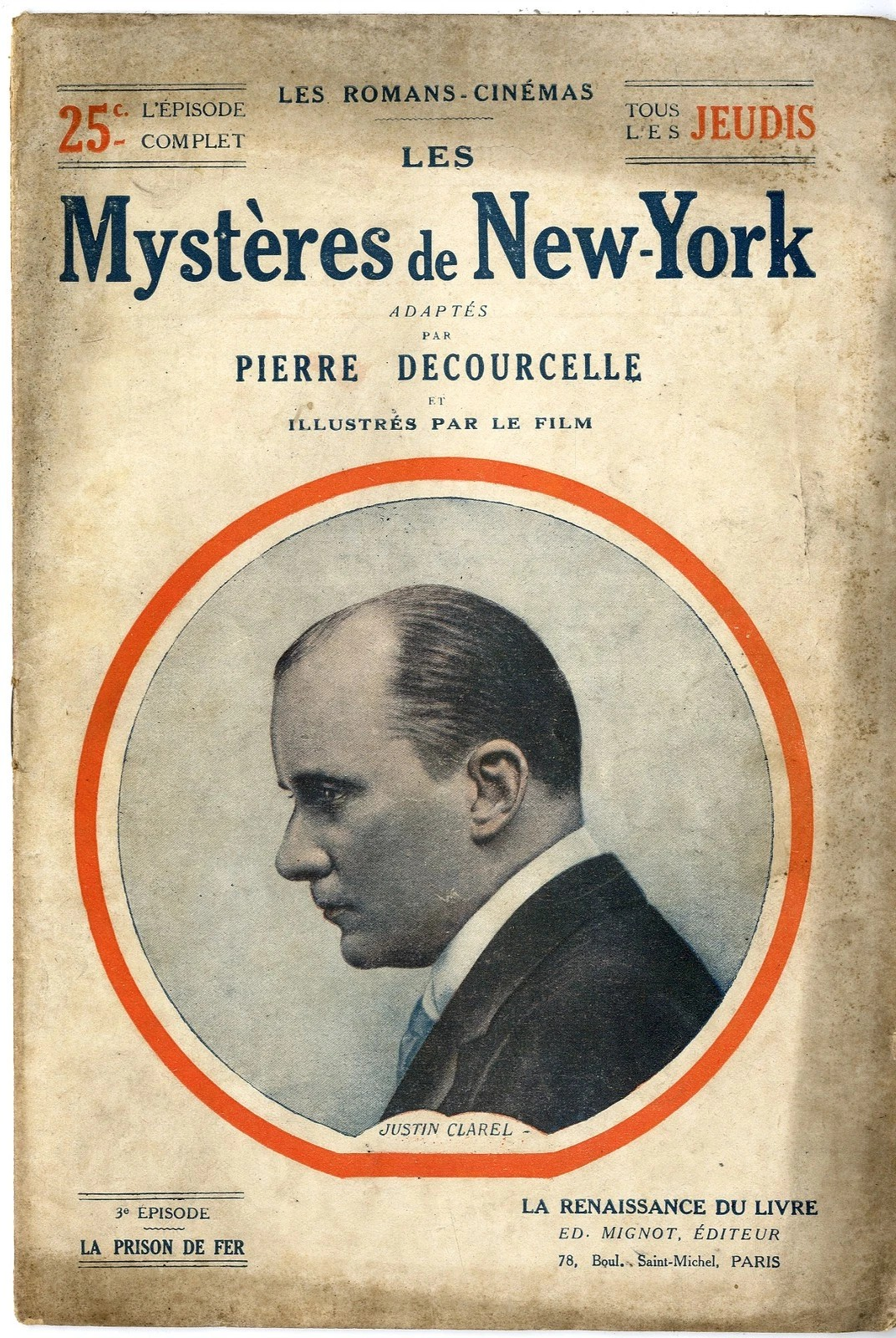
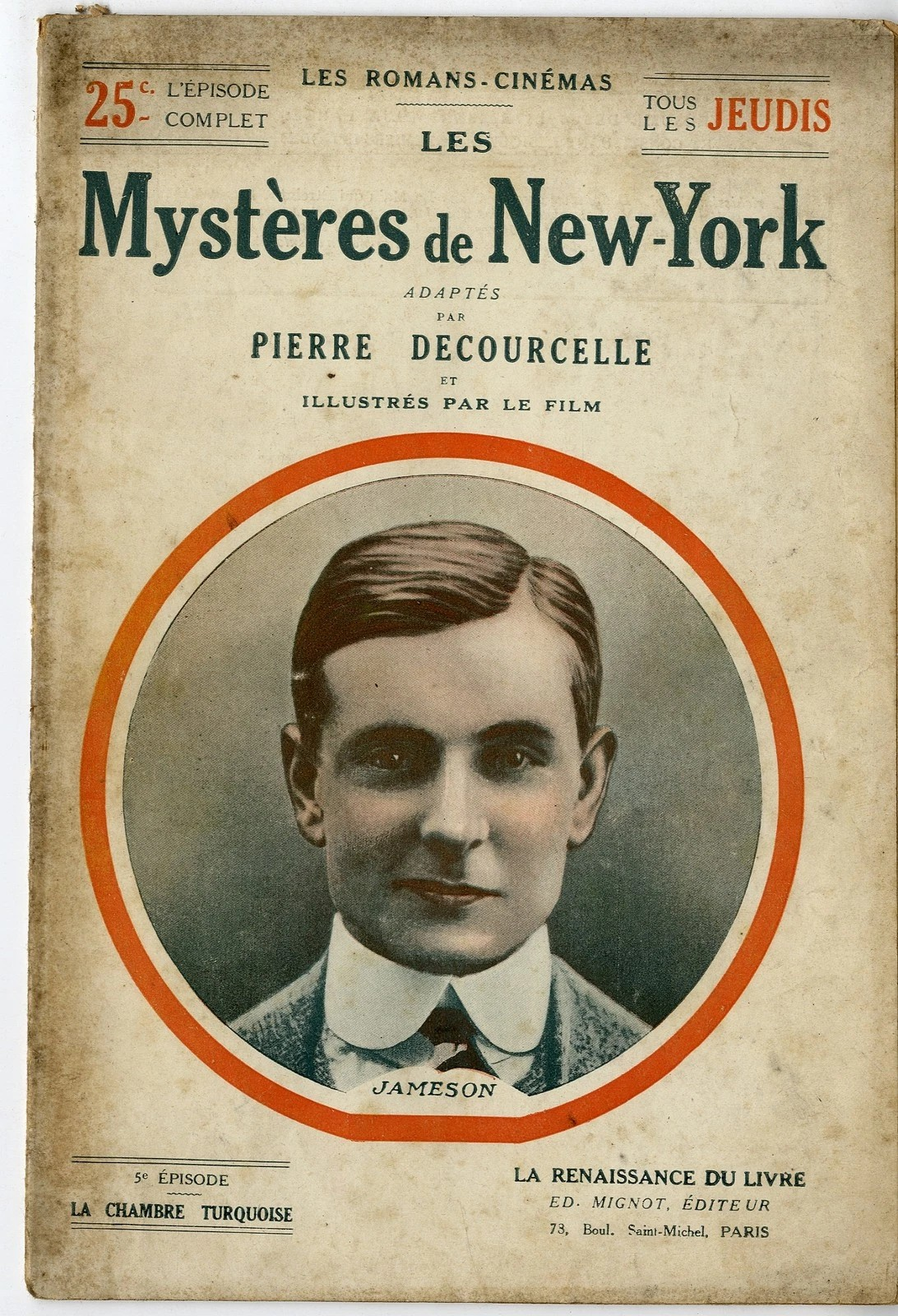
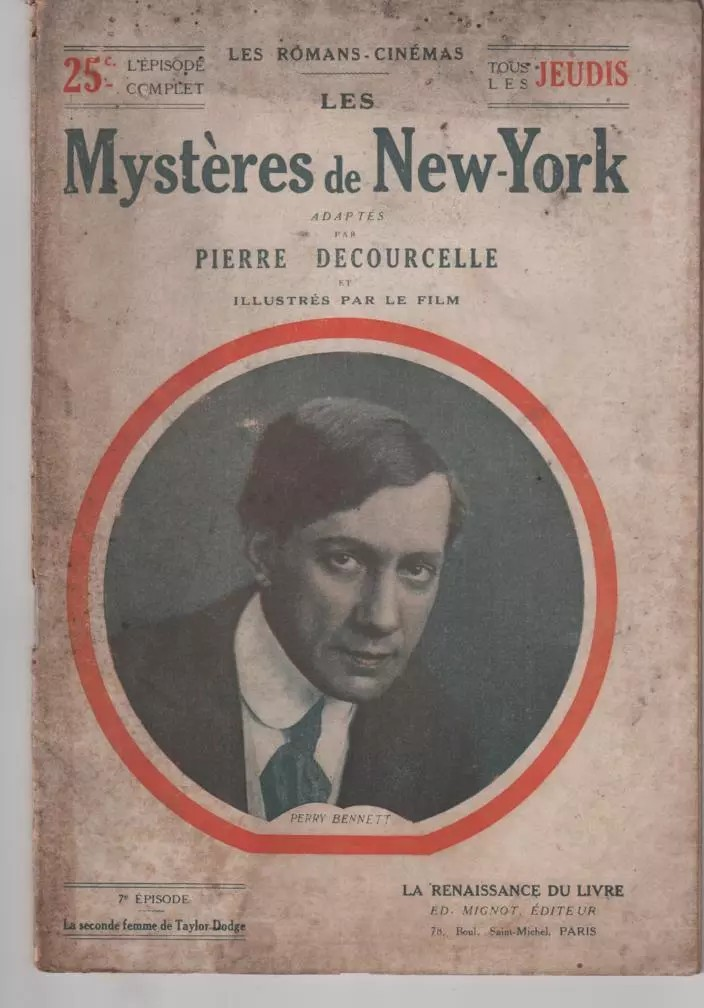
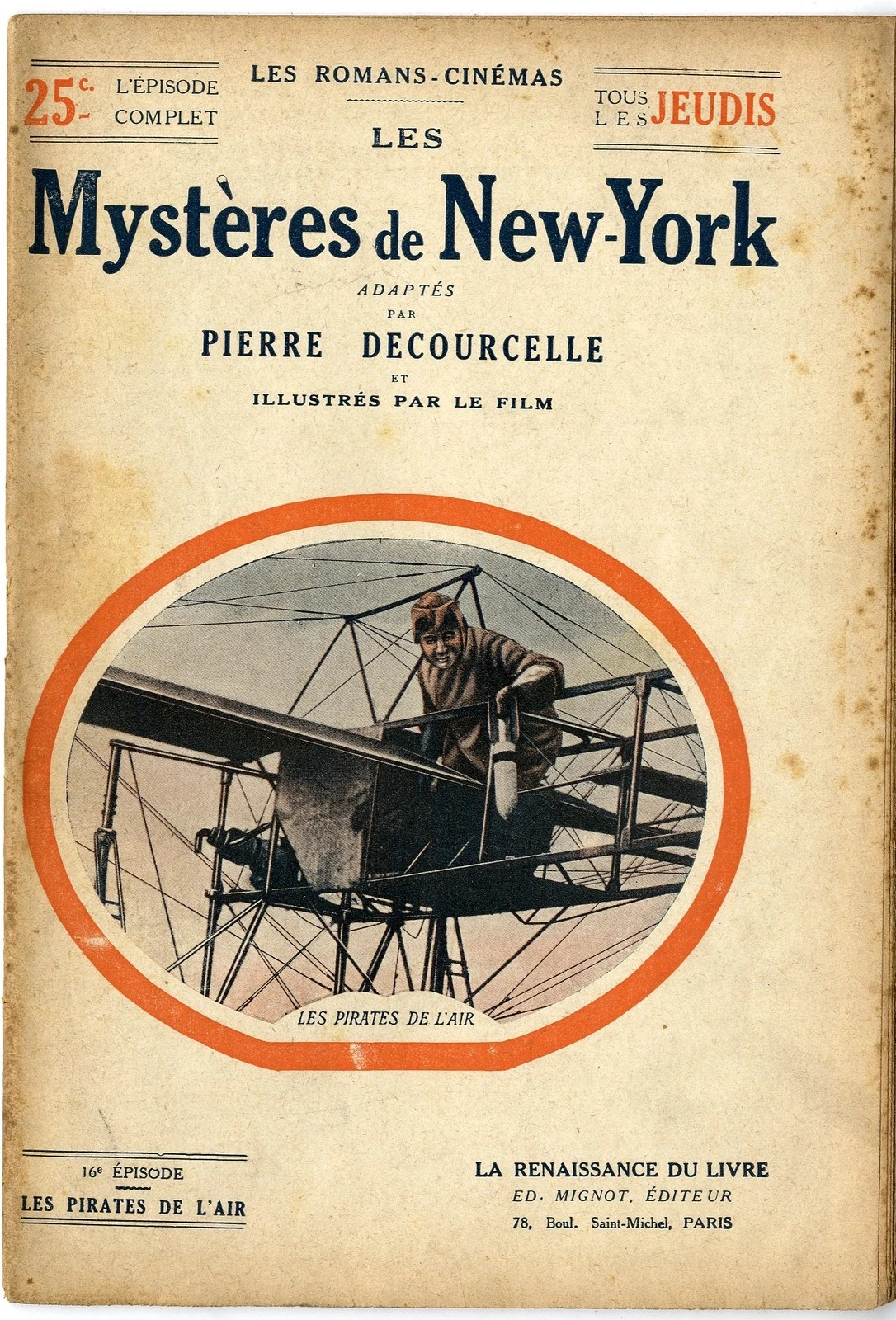
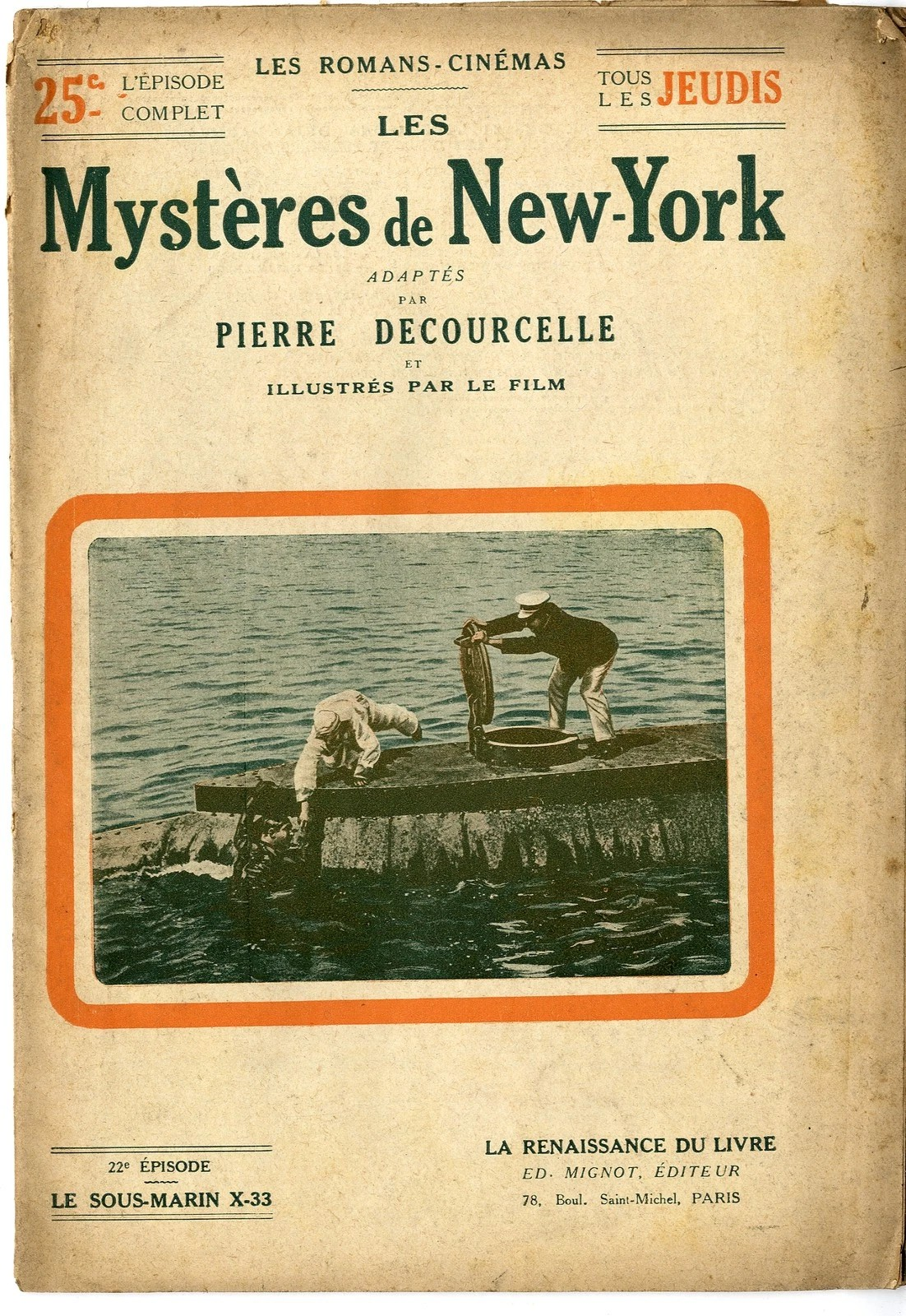